# Black Smoke Rising
Black Smoke Rising ist die zweite EP der US-amerikanischen Classic-Rock-Band Greta Van Fleet. Die EP wurde am 21. April 2017 über Lava Records veröffentlicht.

## Entstehung
Die EP wurde innerhalb von drei Tagen in den Rustbelt Studios in Royal Oak, Michigan aufgenommen. Das Lied Highway Tune ist das erste Lied, das die Band je geschrieben hat. Safari Song stammt ebenfalls aus der Frühphase der Band. Das Lied Flower Power wurde im Jahre 2014 geschrieben, während das Titellied erst im Studio entstanden ist. Produziert wurde Black Smoke Rising von Al Sutton & Marlon Young. Das EP-Cover wurde von Josh und Jake Kiszka entworfen. Für das Lied Highway Tune wurde ein Musikvideo in einem verlassenen Lagerhaus gedreht.
Die vier Titel der EP Black Smoke Rising finden sich auch auf der später im Jahr veröffentlichten EP From the Fires. Ursprünglich sollte Black Smoke Rising die erste von drei EPs sein, die zusammen ein komplettes Album ergeben. Diese Pläne wurden jedoch nicht verwirklicht und auf dem 2018 veröffentlichten Debütalbum Anthem of the Peaceful Army wurden komplett neue Lieder verwendet.

## Hintergrund
Der Safari Song ist laut Josh Kiszka eine Ode zur Liebe der Musiker zur Blues-Musik. Der Text wäre im Stile einer Erzählung geschrieben, da die Texte „vieler der besten Blues-Songs auf diese Art und Weise geschrieben worden wären“. Der Titel rührt daher, dass Sänger Josh Kiszka beim Hören der Musik an eine „Mischung aus Dschungelmusik und Blues“ dachte und ihn dies an eine Safari erinnerte. Das Titellied Black Smoke Rising befasst sich damit, dass Menschen nicht immer aus Fehlern der Geschichte lernen. Laut Josh Kiszka stellt sich aufgrund von Kriegen, Tyrannen vergangener Zeiten und unschuldige Opfer die Frage nach der Bedeutung dieser Dinge.

## Rezeption
Ted Snyder vom Onlinemagazin The Fuze Magazine schrieb, dass „einprägsame Riffs und fantastischer Gesang perfekt mit bluesigem Backbeat verschmelzen würde“. Greta Van Fleet würden die „sexy Klänge des hartrockenden Blues zurückbringen“, die lange „überfällig“ waren. Tom Twardzik vom Onlinemagazin Pop Dust hingegen schrieb, dass Greta Van Fleet „schnell mit Robert Plants letzten Seitenprojekt verwechselt werden könnten“. Bis zum letzten Titel könnte die Band „nicht aus dem Schatten ihrer Einflüsse herauskommen“.
Die EP stieg auf Platz 182 der US-amerikanischen Albumcharts ein. Bis zum 23. Februar 2018 wurden alleine in den USA 70.000 Einheiten der EP verkauft, davon waren 47.000 traditionelle EP-Käufe. Die Lieder Highway Tune und Safari Song erreichten jeweils Platz eins der Billboard Mainstream Rock Songs Charts.
Bei den Grammy Awards 2019 wurde das Lied Black Smoke Rising in der Kategorie Best Rock Song und das Lied Highway Tune in der Kategorie Best Rock Performance nominiert. Allerdings gingen die Preise an St. Vincent bzw. Chris Cornell. Das Lied Safari Song wurde bei den iHeartRadio Music Awards 2019 in der Kategorie Rock Song of the Year nominiert.

### Auszeichnungen für Musikverkäufe
Anmerkung: Auszeichnungen in Ländern aus den Charttabellen bzw. Chartboxen sind in ebendiesen zu finden.
| Land/RegionAuszeichnungen für Musikverkäufe (Land/Region, Auszeichnungen, Verkäufe, Quellen) | Gold     | Platin | Verkäufe | Quellen         |
| -------------------------------------------------------------------------------------------- | -------- | ------ | -------- | --------------- |
| Kanada (MC)                                                                                  | Gold1    | —      | 40.000   | musiccanada.com |
| Vereinigte Staaten (RIAA)                                                                    | Gold1    | —      | 500.000  | riaa.com        |
| Insgesamt                                                                                    | 2× Gold2 | —      |          |                 |